# 斯哈尔贝克站
斯哈尔贝克站（法語：Gare de Schaerbeek）是比利時布鲁塞尔首都大区斯哈尔贝克的鐵路車站，位於布鲁塞尔城的東北面，主要提供來往布魯塞爾市中心与魯汶、安特衛普或布鲁塞尔机场的列车服务。

## 列车服务
该站提供以下列车服务：
- 布鲁塞尔城市快铁（法语：Réseau express régional bruxellois） (S1) 安特卫普 - 梅赫伦 - 布鲁塞尔 - 滑铁卢 - 尼韦勒（周一至周五）
- 布鲁塞尔城市快铁 (S1) 安特卫普 - 梅赫伦 - 布鲁塞尔（周末）
- 布鲁塞尔城市快铁 (S2) 鲁汶 - 布鲁塞尔 - 哈勒 - 布赖讷勒孔特
- 布鲁塞尔城市快铁 (S6) 斯哈尔贝克 - 布鲁塞尔 - 哈勒 - 赫拉尔兹贝亨 - 登德尔莱乌 - 阿尔斯特
- 布鲁塞尔城市快铁 (S81) 斯哈尔贝克 - 布鲁塞尔卢森堡 - 埃特贝克 - 奥蒂尼（周一至周五高峰时段）